# 5 de Mayo (estación)
5 de Mayo es una estación de la Línea 1 del Metro de Panamá, ubicada en la ciudad de Panamá, entre la estación de Albrook y la estación de Lotería. Fue inaugurada el 5 de abril de 2014 y sirve a los corregimientos de Calidonia y Santa Ana.
Es la estación más cercana al Casco Antiguo de Panamá y a la Cinta Costera.
En su primer año de operaciones, la estación de 5 de Mayo es la segunda más usada en la red, recibiendo al 16% de los pasajeros en hora pico. Durante 2024, la estación estuvo entre las cinco más utilizadas de toda la red a través de las validaciones de tarjetas.